# مسحوق أزرق (فلم)
مسحوق أزرق (بالإنجليزية: Powder Blue) هو فيلم درامي أمريكي من إخراج تيموثي لينه بوي سنة 2009.

## القصة
تدور أحداث فيلم حول مصائر مجموعة من ساكني مدينة لوس أنجلوس في ليلة الكريسماس، يحدث ذلك عبر سلسلة من المصادفات والدراما وتصاريف القدر. حيث يوجد الوغد (فيلفيت لاري)؛ الذي يمتلك ناديًا للتعري؛ حيث ترقص الأم العزباء الجميلة (روز جوني)، أما (كويرتي دوليتل)؛ فهو شاب خجول يعمل في تجهيز الموتى وهو واقع في غرام روز. وهناك زعيم العصابة (راندال)؛ الذي يحاول إقناع أحدهم بعدم الانجراف وراء شهوة الانتقام، أما (تشارلي) فهو كاهن سابق مصاب بالاكتئاب ويملك رغبة قوية في الانتحار. وهناك أيضًا العاهر (ليكسوس)؛ الذي يمتلك رابطة غامضة بالكاهن السابق.

## الممثلون
- جيسيكا بيل في دور "روز جوني"
- إيدي ريدماين في دور "كويرتي دوليتل"
- فورست ويتكر في دور "شارلي"
- راي ليوتا في دور "جاك دوهيني"
- ليزا كودروفي دور "سالي"
- باتريك سويزي في دور "فيلفيت لاري"
- كريس كريستوفيرسن في دور "راندال"
- سانا لاثان في دور "ديانا"
- تشاندلر كانتربري في دور "بيلي"
- ريكي ليندهوم في دور "نيكول"

## روابط خارجية
- مسحوق أزرق على موقع IMDb (الإنجليزية)
- مسحوق أزرق على موقع ميتاكريتيك (الإنجليزية)
- مسحوق أزرق على موقع روتن توميتوز (الإنجليزية)
- مسحوق أزرق على موقع نتفليكس (الإنجليزية)
- مسحوق أزرق على موقع قاعدة بيانات الأفلام العربية
- مسحوق أزرق على موقع ألو سيني (الفرنسية)
- مسحوق أزرق على موقع Turner Classic Movies (الإنجليزية)
- مسحوق أزرق على موقع أول موفي (الإنجليزية)
- مسحوق أزرق على موقع بوكس أوفيس موجو (الإنجليزية)
- مسحوق أزرق على موقع قاعدة بيانات الفيلم (الإنجليزية)
- مسحوق أزرق على موقع أول موفي.